# Phase de groupes de la Ligue Europa 2013-2014
Cet article présente les résultats détaillés de la phase de groupes de l'édition 2013-2014 de la Ligue Europa.

## Critères de départage
Si deux équipes ou plus sont à égalité de points à l'issue des matchs de groupe, les critères suivants sont appliqués dans l'ordre pour départager :
1. plus grand nombre de points « particuliers » (obtenus dans les matchs de groupe disputés entre les équipes concernées);
2. meilleure différence de buts « particulière » (dans les matchs de groupe disputés entre les équipes concernées);
3. plus grand nombre de buts marqués à l’extérieur dans les matchs de groupe disputés entre les équipes concernées;
4. meilleure différence de buts sur tous les matchs de groupe;
5. plus grand nombre de buts marqués;
6. plus grand nombre de points au coefficient UEFA.

Légende des classements
- Qualification pour les seizièmes de finale

Légende des résultats
- Victoire à domicile
- Match nul
- Victoire à l'extérieur

## Groupe A
| Rang | Équipe           | Pts | J | G | N | P | Bp | Bc | Diff |  | Résultats (▼ dom., ► ext.) |     |     |     |     |
| ---- | ---------------- | --- | - | - | - | - | -- | -- | ---- |  | -------------------------- | --- | --- | --- | --- |
| 1    | Valence CF       | 13  | 6 | 4 | 1 | 1 | 12 | 7  | +5   |  | Valence CF                 |     | 0-3 | 1-1 | 5-1 |
| 2    | Swansea City     | 8   | 6 | 2 | 2 | 2 | 6  | 4  | +2   |  | Swansea City               | 0-1 |     | 1-1 | 1-0 |
| 3    | Kouban Krasnodar | 6   | 6 | 1 | 3 | 2 | 7  | 7  | 0    |  | Kouban Krasnodar           | 0-2 | 1-1 |     | 4-0 |
| 4    | FC Saint-Gall    | 6   | 6 | 2 | 0 | 4 | 6  | 13 | -7   |  | FC Saint-Gall              | 2-3 | 1-0 | 2-0 |     |

| 1re journée                      | Valence CF | 0 - 3   | Swansea City                         | Estadio de Mestalla, Valence                    |                                                 |
| 19 septembre 2013 19 h 00 (CEST) |            | (0 - 1) | 14e Bony · 58e Michu · 62e de Guzmán | Spectateurs : 32 305 Arbitrage : Serge Gumienny | Spectateurs : 32 305 Arbitrage : Serge Gumienny |
| 19 septembre 2013 19 h 00 (CEST) | Rapport    |         |                                      | Spectateurs : 32 305 Arbitrage : Serge Gumienny | Spectateurs : 32 305 Arbitrage : Serge Gumienny |

|  | FC Saint-Gall              | 2 - 0   | Kouban Krasnodar | AFG Arena, Saint-Gall                      |                                            |
|  | Karanović 56e · Mathys 76e | (0 - 0) |                  | Spectateurs : 12 551 Arbitrage : Paweł Gil | Spectateurs : 12 551 Arbitrage : Paweł Gil |
|  | Rapport                    |         |                  | Spectateurs : 12 551 Arbitrage : Paweł Gil | Spectateurs : 12 551 Arbitrage : Paweł Gil |

| 2e journée                    | Kouban Krasnodar | 0 - 2   | Valence CF                 | Stade Kouban, Krasnodar                           |                                                   |
| 3 octobre 2013 18 h 00 (CEST) |                  | (0 - 0) | 73e Alcácer · 81e Feghouli | Spectateurs : 29 300 Arbitrage : Marijo Strahonja | Spectateurs : 29 300 Arbitrage : Marijo Strahonja |
| 3 octobre 2013 18 h 00 (CEST) | Rapport          |         |                            | Spectateurs : 29 300 Arbitrage : Marijo Strahonja | Spectateurs : 29 300 Arbitrage : Marijo Strahonja |

|                | Swansea City  | 1 - 0   | FC Saint-Gall | Liberty Stadium, Swansea                      |                                               |
| 21 h 05 (CEST) | Routledge 52e | (0 - 0) |               | Spectateurs : 15 397 Arbitrage : Duarte Gomes | Spectateurs : 15 397 Arbitrage : Duarte Gomes |
| 21 h 05 (CEST) | Rapport       |         |               | Spectateurs : 15 397 Arbitrage : Duarte Gomes | Spectateurs : 15 397 Arbitrage : Duarte Gomes |

| 3e journée                     | Swansea City | 1 - 1   | Kouban Krasnodar   | Liberty Stadium, Swansea                            |                                                     |
| 24 octobre 2013 21 h 05 (CEST) | Michu 68e    | (0 - 0) | 90+3e (pen.) Cissé | Spectateurs : 14 964 Arbitrage : Kristinn Jakobsson | Spectateurs : 14 964 Arbitrage : Kristinn Jakobsson |
| 24 octobre 2013 21 h 05 (CEST) | Rapport      |         |                    | Spectateurs : 14 964 Arbitrage : Kristinn Jakobsson | Spectateurs : 14 964 Arbitrage : Kristinn Jakobsson |

|  | Valence CF                                               | 5 - 1   | FC Saint-Gall | Estadio de Mestalla, Valence                    |                                                 |
|  | Alcácer 12e · Cartabia 21e 30e · Costa 33e · Canales 71e | (4 - 0) | 74e Nater     | Spectateurs : 26 645 Arbitrage : Pol van Boekel | Spectateurs : 26 645 Arbitrage : Pol van Boekel |
|  | Rapport                                                  |         |               | Spectateurs : 26 645 Arbitrage : Pol van Boekel | Spectateurs : 26 645 Arbitrage : Pol van Boekel |

| 4e journée                     | Kouban Krasnodar | 1 - 1   | Swansea City | Stade Kouban, Krasnodar                               |                                                       |
| 7 novembre 2013 18 h 00 (CEST) | Baldé 90+2e      | (0 - 1) | 9e Bony      | Spectateurs : 27 843 Arbitrage : Robert Schörgenhofer | Spectateurs : 27 843 Arbitrage : Robert Schörgenhofer |
| 7 novembre 2013 18 h 00 (CEST) | Rapport          |         |              | Spectateurs : 27 843 Arbitrage : Robert Schörgenhofer | Spectateurs : 27 843 Arbitrage : Robert Schörgenhofer |

|                | FC Saint-Gall             | 2 - 3   | Valence CF                   | AFG Arena, Saint-Gall                             |                                                   |
| 19 h 00 (CEST) | Besle 37e · Karanović 66e | (1 - 1) | 30e 76e Piatti · 86e Canales | Spectateurs : 16 951 Arbitrage : Aleksei Kulbakov | Spectateurs : 16 951 Arbitrage : Aleksei Kulbakov |
| 19 h 00 (CEST) | Rapport                   |         |                              | Spectateurs : 16 951 Arbitrage : Aleksei Kulbakov | Spectateurs : 16 951 Arbitrage : Aleksei Kulbakov |

| 5e journée                      | Kouban Krasnodar                             | 4 - 0   | FC Saint-Gall | Stade Kouban, Krasnodar                            |                                                    |
| 28 novembre 2013 18 h 00 (CEST) | Melgarejo 3e 71e · Ignatyev 54e · Kaboré 90e | (1 - 0) |               | Spectateurs : 19 032 Arbitrage : Anastassios Kakos | Spectateurs : 19 032 Arbitrage : Anastassios Kakos |
| 28 novembre 2013 18 h 00 (CEST) | Rapport                                      |         |               | Spectateurs : 19 032 Arbitrage : Anastassios Kakos | Spectateurs : 19 032 Arbitrage : Anastassios Kakos |

|                | Swansea City | 0 - 1   | Valence CF | Liberty Stadium, Swansea                    |                                             |
| 21 h 05 (CEST) |              | (0 - 1) | 20e Parejo | Spectateurs : 17 896 Arbitrage : Luca Banti | Spectateurs : 17 896 Arbitrage : Luca Banti |
| 21 h 05 (CEST) | Rapport      |         |            | Spectateurs : 17 896 Arbitrage : Luca Banti | Spectateurs : 17 896 Arbitrage : Luca Banti |

| 6e journée                      | Valence CF  | 1 - 1   | Kouban Krasnodar | Estadio de Mestalla, Valence                      |                                                   |
| 12 décembre 2013 19 h 00 (CEST) | Alcácer 67e | (0 - 0) | 84e Melgarejo    | Spectateurs : 14 581 Arbitrage : Miroslav Zelinka | Spectateurs : 14 581 Arbitrage : Miroslav Zelinka |
| 12 décembre 2013 19 h 00 (CEST) | Rapport     |         |                  | Spectateurs : 14 581 Arbitrage : Miroslav Zelinka | Spectateurs : 14 581 Arbitrage : Miroslav Zelinka |

|  | FC Saint-Gall | 1 - 0   | Swansea City | AFG Arena, Saint-Gall                        |                                              |
|  | Mathys 80e    | (0 - 0) |              | Spectateurs : 15 298 Arbitrage : Liran Liany | Spectateurs : 15 298 Arbitrage : Liran Liany |
|  | Rapport       |         |              | Spectateurs : 15 298 Arbitrage : Liran Liany | Spectateurs : 15 298 Arbitrage : Liran Liany |

## Groupe B
| Rang | Équipe               | Pts | J | G | N | P | Bp | Bc | Diff |  | Résultats (▼ dom., ► ext.) |     |     |     |     |
| ---- | -------------------- | --- | - | - | - | - | -- | -- | ---- |  | -------------------------- | --- | --- | --- | --- |
| 1    | Ludogorets Razgrad   | 16  | 6 | 5 | 1 | 0 | 11 | 2  | +9   |  | Ludogorets Razgrad         |     | 1-1 | 2-0 | 3-0 |
| 2    | Tchernomorets Odessa | 10  | 6 | 3 | 1 | 2 | 6  | 6  | 0    |  | Tchernomorets Odessa       | 0-1 |     | 0-2 | 2-1 |
| 3    | PSV Eindhoven        | 7   | 6 | 2 | 1 | 3 | 4  | 5  | -1   |  | PSV Eindhoven              | 0-2 | 0-1 |     | 2-0 |
| 4    | Dinamo Zagreb        | 1   | 6 | 0 | 1 | 5 | 3  | 11 | -8   |  | Dinamo Zagreb              | 1-2 | 1-2 | 0-0 |     |

| 1re journée                      | Dinamo Zagreb | 1 - 2   | Tchernomorets Odessa         | Stade Maksimir, Zagreb                         |                                                |
| 19 septembre 2013 19 h 00 (CEST) | Fernándes 43e | (1 - 0) | 62e Antonov · 65e Dja Djédjé | Spectateurs : 12 522 Arbitrage : Hüseyin Göçek | Spectateurs : 12 522 Arbitrage : Hüseyin Göçek |
| 19 septembre 2013 19 h 00 (CEST) | Rapport       |         |                              | Spectateurs : 12 522 Arbitrage : Hüseyin Göçek | Spectateurs : 12 522 Arbitrage : Hüseyin Göçek |

|  | PSV Eindhoven | 0 - 2   | Ludogorets Razgrad        | Philips Stadion, Eindhoven                     |                                                |
|  |               | (0 - 0) | 60e Bezjak · 74e Misidjan | Spectateurs : 11 000 Arbitrage : Ivan Kružliak | Spectateurs : 11 000 Arbitrage : Ivan Kružliak |
|  | Rapport       |         |                           | Spectateurs : 11 000 Arbitrage : Ivan Kružliak | Spectateurs : 11 000 Arbitrage : Ivan Kružliak |

| 2e journée                    | Ludogorets Razgrad                      | 3 - 0   | Dinamo Zagreb | Stade national Vassil-Levski, Sofia            |                                                |
| 3 octobre 2013 21 h 05 (CEST) | Quixadá 12e · Misidjan 34e · Dyakov 61e | (2 - 0) |               | Spectateurs : 6 900 Arbitrage : Stephan Studer | Spectateurs : 6 900 Arbitrage : Stephan Studer |
| 3 octobre 2013 21 h 05 (CEST) | Rapport                                 |         |               | Spectateurs : 6 900 Arbitrage : Stephan Studer | Spectateurs : 6 900 Arbitrage : Stephan Studer |

|  | Tchernomorets Odessa | 0 - 2   | PSV Eindhoven             | Stade Tchornomorets, Odessa                  |                                              |
|  |                      | (0 - 1) | 13e Depay · 88e Jozefzoon | Spectateurs : 33 839 Arbitrage : Liran Liany | Spectateurs : 33 839 Arbitrage : Liran Liany |
|  | Rapport              |         |                           | Spectateurs : 33 839 Arbitrage : Liran Liany | Spectateurs : 33 839 Arbitrage : Liran Liany |

| 3e journée                     | Tchernomorets Odessa | 0 - 1   | Ludogorets Razgrad | Stade Tchornomorets, Odessa                      |                                                  |
| 24 octobre 2013 21 h 05 (CEST) |                      | (0 - 1) | 45e Zlatinski      | Spectateurs : 20 082 Arbitrage : Alexandru Tudor | Spectateurs : 20 082 Arbitrage : Alexandru Tudor |
| 24 octobre 2013 21 h 05 (CEST) | Rapport              |         |                    | Spectateurs : 20 082 Arbitrage : Alexandru Tudor | Spectateurs : 20 082 Arbitrage : Alexandru Tudor |

|  | Dinamo Zagreb | 0 - 0   | PSV Eindhoven | Stade Maksimir, Zagreb                   |                                          |
|  |               | (0 - 0) |               | Spectateurs : 75 1 Arbitrage : Paweł Gil | Spectateurs : 75 1 Arbitrage : Paweł Gil |
|  | Rapport       |         |               | Spectateurs : 75 1 Arbitrage : Paweł Gil | Spectateurs : 75 1 Arbitrage : Paweł Gil |

| 4e journée                     | Ludogorets Razgrad | 1 - 1   | Tchernomorets Odessa | Stade national Vassil-Levski, Sofia                |                                                    |
| 7 novembre 2013 19 h 00 (CEST) | Quixadá 47e        | (0 - 0) | 64e Gai              | Spectateurs : 6 113 Arbitrage : Stefan Johannesson | Spectateurs : 6 113 Arbitrage : Stefan Johannesson |
| 7 novembre 2013 19 h 00 (CEST) | Rapport            |         |                      | Spectateurs : 6 113 Arbitrage : Stefan Johannesson | Spectateurs : 6 113 Arbitrage : Stefan Johannesson |

|  | PSV Eindhoven            | 2 - 0   | Dinamo Zagreb | Philips Stadion, Eindhoven                      |                                                 |
|  | Maher 29e · Toivonen 57e | (1 - 0) |               | Spectateurs : 10 500 Arbitrage : Cristian Balaj | Spectateurs : 10 500 Arbitrage : Cristian Balaj |
|  | Rapport                  |         |               | Spectateurs : 10 500 Arbitrage : Cristian Balaj | Spectateurs : 10 500 Arbitrage : Cristian Balaj |

| 5e journée                      | Tchernomorets Odessa        | 2 - 1   | Dinamo Zagreb | Stade Tchornomorets, Odessa                   |                                               |
| 28 novembre 2013 21 h 05 (CEST) | Antonov 65e · Didenko 90+1e | (0 - 1) | 20e Bećiraj   | Spectateurs : 14 182 Arbitrage : Felix Zwayer | Spectateurs : 14 182 Arbitrage : Felix Zwayer |
| 28 novembre 2013 21 h 05 (CEST) | Rapport                     |         |               | Spectateurs : 14 182 Arbitrage : Felix Zwayer | Spectateurs : 14 182 Arbitrage : Felix Zwayer |

|  | Ludogorets Razgrad | 2 - 0   | PSV Eindhoven | Stade national Vassil-Levski, Sofia            |                                                |
|  | Bezjak 38e 79e     | (1 - 0) |               | Spectateurs : 3 012 Arbitrage : Nicola Rizzoli | Spectateurs : 3 012 Arbitrage : Nicola Rizzoli |
|  | Rapport            |         |               | Spectateurs : 3 012 Arbitrage : Nicola Rizzoli | Spectateurs : 3 012 Arbitrage : Nicola Rizzoli |

| 6e journée                      | Dinamo Zagreb | 1 - 2   | Ludogorets Razgrad     | Stade Maksimir, Zagreb                               |                                                      |
| 12 décembre 2013 19 h 00 (CEST) | Čop 45+1e     | (1 - 1) | 28e Abalo · 72e Bezjak | Spectateurs : 3 120 Arbitrage : Vladislav Bezborodov | Spectateurs : 3 120 Arbitrage : Vladislav Bezborodov |
| 12 décembre 2013 19 h 00 (CEST) | Rapport       |         |                        | Spectateurs : 3 120 Arbitrage : Vladislav Bezborodov | Spectateurs : 3 120 Arbitrage : Vladislav Bezborodov |

|  | PSV Eindhoven | 0 - 1   | Tchernomorets Odessa | Philips Stadion, Eindhoven                         |                                                    |
|  |               | (0 - 0) | 59e Dja Djédjé       | Spectateurs : 13 500 Arbitrage : Carlos Clos Gómez | Spectateurs : 13 500 Arbitrage : Carlos Clos Gómez |
|  | Rapport       |         |                      | Spectateurs : 13 500 Arbitrage : Carlos Clos Gómez | Spectateurs : 13 500 Arbitrage : Carlos Clos Gómez |

## Groupe C
| Rang | Équipe             | Pts | J | G | N | P | Bp | Bc | Diff |  | Résultats (▼ dom., ► ext.) |     |     |     |     |
| ---- | ------------------ | --- | - | - | - | - | -- | -- | ---- |  | -------------------------- | --- | --- | --- | --- |
| 1    | Red Bull Salzbourg | 18  | 6 | 6 | 0 | 0 | 15 | 3  | +12  |  | Red Bull Salzbourg         |     | 3-0 | 4-0 | 2-1 |
| 2    | Esbjerg fB         | 12  | 6 | 4 | 0 | 2 | 8  | 8  | 0    |  | Esbjerg fB                 | 1-2 |     | 1-0 | 2-1 |
| 3    | IF Elfsborg        | 4   | 6 | 1 | 1 | 4 | 5  | 10 | -5   |  | IF Elfsborg                | 0-1 | 1-2 |     | 1-1 |
| 4    | Standard de Liège  | 1   | 6 | 0 | 1 | 5 | 6  | 13 | -7   |  | Standard de Liège          | 1-3 | 1-2 | 1-3 |     |

| 1re journée                      | Red Bull Salzbourg                    | 4 - 0   | IF Elfsborg | Red Bull Arena, Salzbourg                        |                                                  |
| 19 septembre 2013 19 h 00 (CEST) | Alan 36e · Soriano 44e (pen.) 69e 79e | (2 - 0) |             | Spectateurs : 7 879 Arbitrage : Leontios Trattou | Spectateurs : 7 879 Arbitrage : Leontios Trattou |
| 19 septembre 2013 19 h 00 (CEST) | Rapport                               |         |             | Spectateurs : 7 879 Arbitrage : Leontios Trattou | Spectateurs : 7 879 Arbitrage : Leontios Trattou |

|  | Standard de Liège | 1 - 2   | Esbjerg fB                    | Stade de Sclessin, Liège                           |                                                    |
|  | Mujangi Bia 74e   | (0 - 0) | 63e van Buren · 90+5e Bakenga | Spectateurs : 11 871 Arbitrage : Gediminas Mažeika | Spectateurs : 11 871 Arbitrage : Gediminas Mažeika |
|  | Rapport           |         |                               | Spectateurs : 11 871 Arbitrage : Gediminas Mažeika | Spectateurs : 11 871 Arbitrage : Gediminas Mažeika |

| 2e journée                    | Esbjerg fB | 1 - 2   | Red Bull Salzbourg | Blue Water Arena, Esbjerg                        |                                                  |
| 3 octobre 2013 21 h 05 (CEST) | Diouf 89e  | (0 - 2) | 6e 38e Alan        | Spectateurs : 11 298 Arbitrage : Manuel de Sousa | Spectateurs : 11 298 Arbitrage : Manuel de Sousa |
| 3 octobre 2013 21 h 05 (CEST) | Rapport    |         |                    | Spectateurs : 11 298 Arbitrage : Manuel de Sousa | Spectateurs : 11 298 Arbitrage : Manuel de Sousa |

|  | IF Elfsborg  | 1 - 1   | Standard de Liège | Borås Arena, Borås                           |                                              |
|  | Claesson 23e | (1 - 0) | 62e Mujangi Bia   | Spectateurs : 3 778 Arbitrage : Tony Chapron | Spectateurs : 3 778 Arbitrage : Tony Chapron |
|  | Rapport      |         |                   | Spectateurs : 3 778 Arbitrage : Tony Chapron | Spectateurs : 3 778 Arbitrage : Tony Chapron |

| 3e journée                     | IF Elfsborg | 1 - 2   | Esbjerg fB       | Borås Arena, Borås                             |                                                |
| 24 octobre 2013 21 h 05 (CEST) | Jönsson 69e | (0 - 1) | 7e 67e Andreasen | Spectateurs : 3 142 Arbitrage : Michael Oliver | Spectateurs : 3 142 Arbitrage : Michael Oliver |
| 24 octobre 2013 21 h 05 (CEST) | Rapport     |         |                  | Spectateurs : 3 142 Arbitrage : Michael Oliver | Spectateurs : 3 142 Arbitrage : Michael Oliver |

|  | Red Bull Salzbourg        | 2 - 1   | Standard de Liège      | Red Bull Arena, Salzbourg                      |                                                |
|  | Soriano 53e · Ramalho 85e | (0 - 0) | 88e (pen.) Mujangi Bia | Spectateurs : 14 856 Arbitrage : Ivan Kružliak | Spectateurs : 14 856 Arbitrage : Ivan Kružliak |
|  | Rapport                   |         |                        | Spectateurs : 14 856 Arbitrage : Ivan Kružliak | Spectateurs : 14 856 Arbitrage : Ivan Kružliak |

| 4e journée                     | Esbjerg fB       | 1 - 0   | IF Elfsborg | Blue Water Arena, Esbjerg                     |                                               |
| 7 novembre 2013 19 h 00 (CEST) | Rohdén 71e (csc) | (0 - 0) |             | Spectateurs : 10 049 Arbitrage : Serhiy Boyko | Spectateurs : 10 049 Arbitrage : Serhiy Boyko |
| 7 novembre 2013 19 h 00 (CEST) | Rapport          |         |             | Spectateurs : 10 049 Arbitrage : Serhiy Boyko | Spectateurs : 10 049 Arbitrage : Serhiy Boyko |

|  | Standard de Liège | 1 - 3   | Red Bull Salzbourg                  | Stade de Sclessin, Liège                               |                                                        |
|  | M'Poku 55e        | (0 - 2) | 42e Švento · 45+1e Kampl · 59e Alan | Spectateurs : 20 000 Arbitrage : Aleksei Nikolaev (en) | Spectateurs : 20 000 Arbitrage : Aleksei Nikolaev (en) |
|  | Rapport           |         |                                     | Spectateurs : 20 000 Arbitrage : Aleksei Nikolaev (en) | Spectateurs : 20 000 Arbitrage : Aleksei Nikolaev (en) |

| 5e journée                      | IF Elfsborg | 0 - 1   | Red Bull Salzbourg | Borås Arena, Borås                            |                                               |
| 28 novembre 2013 21 h 05 (CEST) |             | (0 - 1) | 39e Meilinger      | Spectateurs : 2 456 Arbitrage : Kristo Tohver | Spectateurs : 2 456 Arbitrage : Kristo Tohver |
| 28 novembre 2013 21 h 05 (CEST) | Rapport     |         |                    | Spectateurs : 2 456 Arbitrage : Kristo Tohver | Spectateurs : 2 456 Arbitrage : Kristo Tohver |

|  | Esbjerg fB        | 2 - 1   | Standard de Liège | Blue Water Arena, Esbjerg                      |                                                |
|  | van Buren 18e 79e | (1 - 0) | 53e de Camargo    | Spectateurs : 9 184 Arbitrage : Cristian Balaj | Spectateurs : 9 184 Arbitrage : Cristian Balaj |
|  | Rapport           |         |                   | Spectateurs : 9 184 Arbitrage : Cristian Balaj | Spectateurs : 9 184 Arbitrage : Cristian Balaj |

| 6e journée                      | Red Bull Salzbourg       | 3 - 0   | Esbjerg fB | Red Bull Arena, Salzbourg                       |                                                 |
| 12 décembre 2013 19 h 00 (CEST) | Mané 19e 63e · Kampl 58e | (1 - 0) |            | Spectateurs : 6 890 Arbitrage : Bülent Yıldırım | Spectateurs : 6 890 Arbitrage : Bülent Yıldırım |
| 12 décembre 2013 19 h 00 (CEST) | Rapport                  |         |            | Spectateurs : 6 890 Arbitrage : Bülent Yıldırım | Spectateurs : 6 890 Arbitrage : Bülent Yıldırım |

|  | Standard de Liège | 1 - 3   | IF Elfsborg                    | Stade de Sclessin, Liège                      |                                               |
|  | Mbombo 31e        | (1 - 1) | 41e 46e Nilsson · 52e Beckmann | Spectateurs : 6 466 Arbitrage : Steven McLean | Spectateurs : 6 466 Arbitrage : Steven McLean |
|  | Rapport           |         |                                | Spectateurs : 6 466 Arbitrage : Steven McLean | Spectateurs : 6 466 Arbitrage : Steven McLean |

## Groupe D
| Rang | Équipe           | Pts | J | G | N | P | Bp | Bc | Diff |  | Résultats (▼ dom., ► ext.) |     |     |     |     |
| ---- | ---------------- | --- | - | - | - | - | -- | -- | ---- |  | -------------------------- | --- | --- | --- | --- |
| 1    | Rubin Kazan      | 14  | 6 | 4 | 2 | 0 | 14 | 4  | +10  |  | Rubin Kazan                |     | 1-1 | 4-0 | 1-0 |
| 2    | NK Maribor       | 7   | 6 | 2 | 1 | 3 | 9  | 12 | -3   |  | NK Maribor                 | 2-5 |     | 0-1 | 2-1 |
| 3    | SV Zulte Waregem | 7   | 6 | 2 | 1 | 3 | 4  | 10 | -6   |  | SV Zulte Waregem           | 0-2 | 1-3 |     | 0-0 |
| 4    | Wigan Athletic   | 5   | 6 | 1 | 2 | 3 | 6  | 7  | -1   |  | Wigan Athletic             | 1-1 | 1-2 | 3-1 |     |

| 1re journée                      | SV Zulte Waregem | 0 - 0   | Wigan Athletic | Stade Jan Breydel, Bruges                     |                                               |
| 19 septembre 2013 19 h 00 (CEST) |                  | (0 - 0) |                | Spectateurs : 7 041 Arbitrage : Marcin Borski | Spectateurs : 7 041 Arbitrage : Marcin Borski |
| 19 septembre 2013 19 h 00 (CEST) | Rapport          |         |                | Spectateurs : 7 041 Arbitrage : Marcin Borski | Spectateurs : 7 041 Arbitrage : Marcin Borski |

|  | NK Maribor            | 2 - 5   | Rubin Kazan                                                                | Stadion Ljudski vrt, Maribor                   |                                                |
|  | Milec 35e · Fajić 73e | (1 - 2) | 23e Karadeniz · 27e Marcano · 69e Eremenko · 90e Rondón · 90+4e Ryazantsev | Spectateurs : 7 500 Arbitrage : Pol van Boekel | Spectateurs : 7 500 Arbitrage : Pol van Boekel |
|  | Rapport               |         |                                                                            | Spectateurs : 7 500 Arbitrage : Pol van Boekel | Spectateurs : 7 500 Arbitrage : Pol van Boekel |

| 2e journée                    | Rubin Kazan                                                   | 4 - 0   | SV Zulte Waregem | Stade central, Kazan                          |                                               |
| 3 octobre 2013 18 h 00 (CEST) | Duplus 60e (csc) · Eremenko 73e · Ryazantsev 81e · Natkho 89e | (0 - 0) |                  | Spectateurs : 4 057 Arbitrage : Kristo Tohver | Spectateurs : 4 057 Arbitrage : Kristo Tohver |
| 3 octobre 2013 18 h 00 (CEST) | Rapport                                                       |         |                  | Spectateurs : 4 057 Arbitrage : Kristo Tohver | Spectateurs : 4 057 Arbitrage : Kristo Tohver |

|                | Wigan Athletic                | 3 - 1   | NK Maribor  | DW Stadium, Wigan                                   |                                                     |
| 21 h 05 (CEST) | Powell 22e 90+1e · Watson 34e | (2 - 0) | 60e Tavares | Spectateurs : 12 753 Arbitrage : Aleksandar Stavrev | Spectateurs : 12 753 Arbitrage : Aleksandar Stavrev |
| 21 h 05 (CEST) | Rapport                       |         |             | Spectateurs : 12 753 Arbitrage : Aleksandar Stavrev | Spectateurs : 12 753 Arbitrage : Aleksandar Stavrev |

| 3e journée                     | Wigan Athletic | 1 - 1   | Rubin Kazan   | DW Stadium, Wigan                              |                                                |
| 24 octobre 2013 21 h 05 (CEST) | Powell 40e     | (1 - 1) | 15e Prudnikov | Spectateurs : 14 723 Arbitrage : Florian Meyer | Spectateurs : 14 723 Arbitrage : Florian Meyer |
| 24 octobre 2013 21 h 05 (CEST) | Rapport        |         |               | Spectateurs : 14 723 Arbitrage : Florian Meyer | Spectateurs : 14 723 Arbitrage : Florian Meyer |

|  | SV Zulte Waregem | 1 - 3   | NK Maribor                          | Stade Jan Breydel, Bruges                      |                                                |
|  | De Fauw 12e      | (1 - 2) | 21e Črnic · 34e Mertelj · 49e Mezga | Spectateurs : 5 023 Arbitrage : Stephan Studer | Spectateurs : 5 023 Arbitrage : Stephan Studer |
|  | Rapport          |         |                                     | Spectateurs : 5 023 Arbitrage : Stephan Studer | Spectateurs : 5 023 Arbitrage : Stephan Studer |

| 4e journée                     | Rubin Kazan | 1 - 0   | Wigan Athletic | Stade central, Kazan                          |                                               |
| 7 novembre 2013 18 h 00 (CEST) | Kuzmin 22e  | (1 - 0) |                | Spectateurs : 5 579 Arbitrage : Hüseyin Göçek | Spectateurs : 5 579 Arbitrage : Hüseyin Göçek |
| 7 novembre 2013 18 h 00 (CEST) | Rapport     |         |                | Spectateurs : 5 579 Arbitrage : Hüseyin Göçek | Spectateurs : 5 579 Arbitrage : Hüseyin Göçek |

|                | NK Maribor | 0 - 1   | SV Zulte Waregem  | Stadion Ljudski vrt, Maribor                  |                                               |
| 19 h 00 (CEST) |            | (0 - 1) | 21e (pen.) Hazard | Spectateurs : 8 500 Arbitrage : Libor Kovařík | Spectateurs : 8 500 Arbitrage : Libor Kovařík |
| 19 h 00 (CEST) | Rapport    |         |                   | Spectateurs : 8 500 Arbitrage : Libor Kovařík | Spectateurs : 8 500 Arbitrage : Libor Kovařík |

| 5e journée                      | Rubin Kazan | 1 - 1   | NK Maribor | Stade central, Kazan                          |                                               |
| 28 novembre 2013 18 h 00 (CEST) | Natkho 43e  | (1 - 0) | 86e Mezga  | Spectateurs : 2 754 Arbitrage : Ivan Kružliak | Spectateurs : 2 754 Arbitrage : Ivan Kružliak |
| 28 novembre 2013 18 h 00 (CEST) | Rapport     |         |            | Spectateurs : 2 754 Arbitrage : Ivan Kružliak | Spectateurs : 2 754 Arbitrage : Ivan Kružliak |

|                | Wigan Athletic | 1 - 2   | SV Zulte Waregem         | DW Stadium, Wigan                             |                                               |
| 21 h 05 (CEST) | Barnett 7e     | (1 - 1) | 37e Hazard · 88e Malanda | Spectateurs : 15 503 Arbitrage : Ruddy Buquet | Spectateurs : 15 503 Arbitrage : Ruddy Buquet |
| 21 h 05 (CEST) | Rapport        |         |                          | Spectateurs : 15 503 Arbitrage : Ruddy Buquet | Spectateurs : 15 503 Arbitrage : Ruddy Buquet |

| 6e journée                      | SV Zulte Waregem | 0 - 2   | Rubin Kazan                    | Stade Jan Breydel, Bruges                       |                                                 |
| 12 décembre 2013 19 h 00 (CEST) |                  | (0 - 0) | 79e (pen.) Natkho · 85e Rondón | Spectateurs : 6 083 Arbitrage : Paolo Mazzoleni | Spectateurs : 6 083 Arbitrage : Paolo Mazzoleni |
| 12 décembre 2013 19 h 00 (CEST) | Rapport          |         |                                | Spectateurs : 6 083 Arbitrage : Paolo Mazzoleni | Spectateurs : 6 083 Arbitrage : Paolo Mazzoleni |

|  | NK Maribor                | 2 - 1   | Wigan Athletic   | Stadion Ljudski vrt, Maribor                     |                                                  |
|  | Mezga 43e · Filipović 59e | (1 - 1) | 41e (pen.) Gómez | Spectateurs : 9 035 Arbitrage : Szymon Marciniak | Spectateurs : 9 035 Arbitrage : Szymon Marciniak |
|  | Rapport                   |         |                  | Spectateurs : 9 035 Arbitrage : Szymon Marciniak | Spectateurs : 9 035 Arbitrage : Szymon Marciniak |

## Groupe E
| Rang | Équipe             | Pts | J | G | N | P | Bp | Bc | Diff |  | Résultats (▼ dom., ► ext.) |     |     |     |     |
| ---- | ------------------ | --- | - | - | - | - | -- | -- | ---- |  | -------------------------- | --- | --- | --- | --- |
| 1    | Fiorentina         | 16  | 6 | 5 | 1 | 0 | 12 | 3  | +9   |  | Fiorentina                 |     | 2-1 | 3-0 | 3-0 |
| 2    | FK Dnipro          | 12  | 6 | 4 | 0 | 2 | 11 | 5  | +6   |  | FK Dnipro                  | 1-2 |     | 2-0 | 4-1 |
| 3    | Paços de Ferreira  | 3   | 6 | 0 | 3 | 3 | 1  | 8  | -7   |  | Paços de Ferreira          | 0-0 | 0-2 |     | 1-1 |
| 4    | Pandurii Târgu Jiu | 2   | 6 | 0 | 2 | 4 | 3  | 11 | -8   |  | Pandurii Târgu Jiu         | 1-2 | 0-1 | 0-0 |     |

| 1re journée                      | Fiorentina                            | 3 - 0   | Paços de Ferreira | Stade Artemio-Franchi, Florence             |                                             |
| 19 septembre 2013 19 h 00 (CEST) | Rodríguez 30e · Matos 67e · Rossi 76e | (1 - 0) |                   | Spectateurs : 13 729 Arbitrage : Kevin Blom | Spectateurs : 13 729 Arbitrage : Kevin Blom |
| 19 septembre 2013 19 h 00 (CEST) | Rapport                               |         |                   | Spectateurs : 13 729 Arbitrage : Kevin Blom | Spectateurs : 13 729 Arbitrage : Kevin Blom |

|  | Pandurii Târgu Jiu | 0 - 1   | FK Dnipro | Cluj Arena, Cluj-Napoca                      |                                              |
|  |                    | (0 - 1) | 38e Rotan | Spectateurs : 7 577 Arbitrage : Sascha Kever | Spectateurs : 7 577 Arbitrage : Sascha Kever |
|  | Rapport            |         |           | Spectateurs : 7 577 Arbitrage : Sascha Kever | Spectateurs : 7 577 Arbitrage : Sascha Kever |

| 2e journée                    | FK Dnipro            | 1 - 2   | Fiorentina                           | Dnipro Arena, Dnipropetrovsk                      |                                                   |
| 3 octobre 2013 21 h 05 (CEST) | Seleznyov 57e (pen.) | (0 - 0) | 53e (pen.) Rodríguez · 73e Ambrosini | Spectateurs : 25 837 Arbitrage : Szymon Marciniak | Spectateurs : 25 837 Arbitrage : Szymon Marciniak |
| 3 octobre 2013 21 h 05 (CEST) | Rapport              |         |                                      | Spectateurs : 25 837 Arbitrage : Szymon Marciniak | Spectateurs : 25 837 Arbitrage : Szymon Marciniak |

|  | Paços de Ferreira | 1 - 1   | Pandurii Târgu Jiu | Estádio D. Afonso Henriques, Guimarães                |                                                       |
|  | Rui Miguel 49e    | (0 - 1) | 5e Momčilović      | Spectateurs : 1 314 Arbitrage : Aleksei Nikolaev (en) | Spectateurs : 1 314 Arbitrage : Aleksei Nikolaev (en) |
|  | Rapport           |         |                    | Spectateurs : 1 314 Arbitrage : Aleksei Nikolaev (en) | Spectateurs : 1 314 Arbitrage : Aleksei Nikolaev (en) |

| 3e journée                     | Fiorentina                             | 3 - 0   | Pandurii Târgu Jiu | Stade Artemio-Franchi, Florence                   |                                                   |
| 24 octobre 2013 21 h 05 (CEST) | Joaquín 26e · Matos 34e · Cuadrado 69e | (2 - 0) |                    | Spectateurs : 14 834 Arbitrage : Miroslav Zelinka | Spectateurs : 14 834 Arbitrage : Miroslav Zelinka |
| 24 octobre 2013 21 h 05 (CEST) | Rapport                                |         |                    | Spectateurs : 14 834 Arbitrage : Miroslav Zelinka | Spectateurs : 14 834 Arbitrage : Miroslav Zelinka |

|  | Paços de Ferreira | 0 - 2   | FK Dnipro                   | Estádio D. Afonso Henriques, Guimarães       |                                              |
|  |                   | (0 - 0) | 83e Rotan · 86e Konoplyanka | Spectateurs : 1 137 Arbitrage : Tony Chapron | Spectateurs : 1 137 Arbitrage : Tony Chapron |
|  | Rapport           |         |                             | Spectateurs : 1 137 Arbitrage : Tony Chapron | Spectateurs : 1 137 Arbitrage : Tony Chapron |

| 4e journée                     | Pandurii Târgu Jiu | 1 - 2   | Fiorentina               | Cluj Arena, Cluj-Napoca                                  |                                                          |
| 7 novembre 2013 19 h 00 (CEST) | Eric 32e           | (1 - 0) | 86e Matos · 90+2e Valero | Spectateurs : 11 750 Arbitrage : Anastasios Sidiropoulos | Spectateurs : 11 750 Arbitrage : Anastasios Sidiropoulos |
| 7 novembre 2013 19 h 00 (CEST) | Rapport            |         |                          | Spectateurs : 11 750 Arbitrage : Anastasios Sidiropoulos | Spectateurs : 11 750 Arbitrage : Anastasios Sidiropoulos |

|  | FK Dnipro                     | 2 - 0   | Paços de Ferreira | Dnipro Arena, Dnipropetrovsk                   |                                                |
|  | Matheus 44e · Konoplyanka 66e | (1 - 0) |                   | Spectateurs : 14 039 Arbitrage : Antti Munukka | Spectateurs : 14 039 Arbitrage : Antti Munukka |
|  | Rapport                       |         |                   | Spectateurs : 14 039 Arbitrage : Antti Munukka | Spectateurs : 14 039 Arbitrage : Antti Munukka |

| 5e journée                      | FK Dnipro                                                | 4 - 1   | Pandurii Târgu Jiu | Dnipro Arena, Dnipropetrovsk                     |                                                  |
| 28 novembre 2013 21 h 05 (CEST) | Kalinić 12e · Zozulya 56e · Shakhov 86e · Kravchenko 89e | (1 - 0) | 70e (pen.) Eric    | Spectateurs : 5 157 Arbitrage : Leontios Trattou | Spectateurs : 5 157 Arbitrage : Leontios Trattou |
| 28 novembre 2013 21 h 05 (CEST) | Rapport                                                  |         |                    | Spectateurs : 5 157 Arbitrage : Leontios Trattou | Spectateurs : 5 157 Arbitrage : Leontios Trattou |

|  | Paços de Ferreira | 0 - 0   | Fiorentina | Estádio D. Afonso Henriques, Guimarães              |                                                     |
|  |                   | (0 - 0) |            | Spectateurs : 1 347 Arbitrage : Eitan Shemeulevitch | Spectateurs : 1 347 Arbitrage : Eitan Shemeulevitch |
|  | Rapport           |         |            | Spectateurs : 1 347 Arbitrage : Eitan Shemeulevitch | Spectateurs : 1 347 Arbitrage : Eitan Shemeulevitch |

| 6e journée                      | Fiorentina                 | 2 - 1   | FK Dnipro       | Stade Artemio-Franchi, Florence                    |                                                    |
| 12 décembre 2013 19 h 00 (CEST) | Joaquín 42e · Cuadrado 77e | (1 - 1) | 13e Konoplyanka | Spectateurs : 12 486 Arbitrage : Artur Soares Dias | Spectateurs : 12 486 Arbitrage : Artur Soares Dias |
| 12 décembre 2013 19 h 00 (CEST) | Rapport                    |         |                 | Spectateurs : 12 486 Arbitrage : Artur Soares Dias | Spectateurs : 12 486 Arbitrage : Artur Soares Dias |

|  | Pandurii Târgu Jiu | 0 - 0   | Paços de Ferreira | Cluj Arena, Cluj-Napoca                         |                                                 |
|  |                    | (0 - 0) |                   | Spectateurs : 1 213 Arbitrage : Simon Lee Evans | Spectateurs : 1 213 Arbitrage : Simon Lee Evans |
|  | Rapport            |         |                   | Spectateurs : 1 213 Arbitrage : Simon Lee Evans | Spectateurs : 1 213 Arbitrage : Simon Lee Evans |

## Groupe F
| Rang | Équipe                | Pts | J | G | N | P | Bp | Bc | Diff |  | Résultats (▼ dom., ► ext.) |     |     |     |     |
| ---- | --------------------- | --- | - | - | - | - | -- | -- | ---- |  | -------------------------- | --- | --- | --- | --- |
| 1    | Eintracht Francfort   | 15  | 6 | 5 | 0 | 1 | 13 | 4  | +9   |  | Eintracht Francfort        |     | 2-0 | 2-0 | 3-0 |
| 2    | Maccabi Tel-Aviv      | 11  | 6 | 3 | 2 | 1 | 7  | 5  | +2   |  | Maccabi Tel-Aviv           | 4-2 |     | 0-0 | 1-0 |
| 3    | APOEL Nicosie         | 5   | 6 | 1 | 2 | 3 | 3  | 8  | -5   |  | APOEL Nicosie              | 0-3 | 0-0 |     | 2-1 |
| 4    | Girondins de Bordeaux | 3   | 6 | 1 | 0 | 5 | 4  | 10 | -6   |  | Girondins de Bordeaux      | 0-1 | 1-2 | 2-1 |     |

| 1re journée                      | Eintracht Francfort               | 3 - 0   | Girondins de Bordeaux | Commerzbank-Arena, Francfort-sur-le-Main        |                                                 |
| 19 septembre 2013 19 h 00 (CEST) | Kadlec 4e · Russ 16e · Djakpa 52e | (2 - 0) |                       | Spectateurs : 44 000 Arbitrage : Andre Marriner | Spectateurs : 44 000 Arbitrage : Andre Marriner |
| 19 septembre 2013 19 h 00 (CEST) | Rapport                           |         |                       | Spectateurs : 44 000 Arbitrage : Andre Marriner | Spectateurs : 44 000 Arbitrage : Andre Marriner |

|  | Maccabi Tel-Aviv | 0 - 0   | APOEL Nicosie | Bloomfield Stadium, Tel-Aviv                  |                                               |
|  |                  | (0 - 0) |               | Spectateurs : 11 772 Arbitrage : Carlos Gómez | Spectateurs : 11 772 Arbitrage : Carlos Gómez |
|  | Rapport          |         |               | Spectateurs : 11 772 Arbitrage : Carlos Gómez | Spectateurs : 11 772 Arbitrage : Carlos Gómez |

| 2e journée                    | APOEL Nicosie | 0 - 3   | Eintracht Francfort                         | Stade GSP, Nicosie                               |                                                  |
| 3 octobre 2013 21 h 05 (CEST) |               | (0 - 1) | 27e (csc) Alexandrou · 59e Lakić · 66e Jung | Spectateurs : 13 729 Arbitrage : Alexandru Tudor | Spectateurs : 13 729 Arbitrage : Alexandru Tudor |
| 3 octobre 2013 21 h 05 (CEST) | Rapport       |         |                                             | Spectateurs : 13 729 Arbitrage : Alexandru Tudor | Spectateurs : 13 729 Arbitrage : Alexandru Tudor |

|  | Girondins de Bordeaux | 1 - 2   | Maccabi Tel-Aviv        | Stade Jacques-Chaban-Delmas, Bordeaux                |                                                      |
|  | Jussiê 48e            | (0 - 0) | 71e Itzhaki · 80e Micha | Spectateurs : 7 329 Arbitrage : Michális Koukoulákis | Spectateurs : 7 329 Arbitrage : Michális Koukoulákis |
|  | Rapport               |         |                         | Spectateurs : 7 329 Arbitrage : Michális Koukoulákis | Spectateurs : 7 329 Arbitrage : Michális Koukoulákis |

| 3e journée                     | Girondins de Bordeaux   | 2 - 1   | APOEL Nicosie | Stade Jacques-Chaban-Delmas, Bordeaux                 |                                                       |
| 24 octobre 2013 21 h 05 (CEST) | Sané 24e · Henrique 90e | (1 - 1) | 45e Gonçalves | Spectateurs : 10 404 Arbitrage : Martin Strömbergsson | Spectateurs : 10 404 Arbitrage : Martin Strömbergsson |
| 24 octobre 2013 21 h 05 (CEST) | Rapport                 |         |               | Spectateurs : 10 404 Arbitrage : Martin Strömbergsson | Spectateurs : 10 404 Arbitrage : Martin Strömbergsson |

|  | Eintracht Francfort    | 2 - 0   | Maccabi Tel-Aviv | Commerzbank-Arena, Francfort-sur-le-Main        |                                                 |
|  | Kadlec 13e · Meier 53e | (1 - 0) |                  | Spectateurs : 40 800 Arbitrage : Antonio Damato | Spectateurs : 40 800 Arbitrage : Antonio Damato |
|  | Rapport                |         |                  | Spectateurs : 40 800 Arbitrage : Antonio Damato | Spectateurs : 40 800 Arbitrage : Antonio Damato |

| 4e journée                     | APOEL Nicosie               | 2 - 1   | Girondins de Bordeaux | Stade GSP, Nicosie                                    |                                                       |
| 7 novembre 2013 19 h 00 (CEST) | Alexandrou 14e · Morais 55e | (1 - 1) | 45+2e Sané            | Spectateurs : 11 853 Arbitrage : Sébastien Delferiere | Spectateurs : 11 853 Arbitrage : Sébastien Delferiere |
| 7 novembre 2013 19 h 00 (CEST) | Rapport                     |         |                       | Spectateurs : 11 853 Arbitrage : Sébastien Delferiere | Spectateurs : 11 853 Arbitrage : Sébastien Delferiere |

|  | Maccabi Tel-Aviv                          | 4 - 2   | Eintracht Francfort          | Bloomfield Stadium, Tel-Aviv                    |                                                 |
|  | Zahavi 14e 90+4e (pen.) · Itzhaki 30e 35e | (3 - 0) | 63e Lakić · 67e (pen.) Meier | Spectateurs : 13 232 Arbitrage : Serge Gumienny | Spectateurs : 13 232 Arbitrage : Serge Gumienny |
|  | Rapport                                   |         |                              | Spectateurs : 13 232 Arbitrage : Serge Gumienny | Spectateurs : 13 232 Arbitrage : Serge Gumienny |

| 5e journée                      | APOEL Nicosie | 0 - 0   | Maccabi Tel-Aviv | Stade GSP, Nicosie                          |                                             |
| 28 novembre 2013 21 h 05 (CEST) |               | (0 - 0) |                  | Spectateurs : 13 052 Arbitrage : István Vad | Spectateurs : 13 052 Arbitrage : István Vad |
| 28 novembre 2013 21 h 05 (CEST) | Rapport       |         |                  | Spectateurs : 13 052 Arbitrage : István Vad | Spectateurs : 13 052 Arbitrage : István Vad |

|  | Girondins de Bordeaux | 0 - 1   | Eintracht Francfort | Stade Jacques-Chaban-Delmas, Bordeaux                     |                                                           |
|  |                       | (0 - 0) | 83e Lanig           | Spectateurs : 19 013 Arbitrage : Alberto Undiano Mallenco | Spectateurs : 19 013 Arbitrage : Alberto Undiano Mallenco |
|  | Rapport               |         |                     | Spectateurs : 19 013 Arbitrage : Alberto Undiano Mallenco | Spectateurs : 19 013 Arbitrage : Alberto Undiano Mallenco |

| 6e journée                      | Eintracht Francfort      | 2 - 0   | APOEL Nicosie | Commerzbank-Arena, Francfort-sur-le-Main    |                                             |
| 12 décembre 2013 19 h 00 (CEST) | Schröck 68e · Djakpa 77e | (0 - 0) |               | Spectateurs : 32 400 Arbitrage : István Vad | Spectateurs : 32 400 Arbitrage : István Vad |
| 12 décembre 2013 19 h 00 (CEST) | Rapport                  |         |               | Spectateurs : 32 400 Arbitrage : István Vad | Spectateurs : 32 400 Arbitrage : István Vad |

|  | Maccabi Tel-Aviv  | 1 - 0   | Girondins de Bordeaux | Bloomfield Stadium, Tel-Aviv                  |                                               |
|  | Zahavi 74e (pen.) | (0 - 0) |                       | Spectateurs : 11 732 Arbitrage : Serhiy Boyko | Spectateurs : 11 732 Arbitrage : Serhiy Boyko |
|  | Rapport           |         |                       | Spectateurs : 11 732 Arbitrage : Serhiy Boyko | Spectateurs : 11 732 Arbitrage : Serhiy Boyko |

## Groupe G
| Rang | Équipe       | Pts | J | G | N | P | Bp | Bc | Diff |  | Résultats (▼ dom., ► ext.) |     |     |     |     |
| ---- | ------------ | --- | - | - | - | - | -- | -- | ---- |  | -------------------------- | --- | --- | --- | --- |
| 1    | KRC Genk     | 14  | 6 | 4 | 2 | 0 | 10 | 5  | +5   |  | KRC Genk                   |     | 3-1 | 1-1 | 2-1 |
| 2    | Dynamo Kiev  | 10  | 6 | 3 | 1 | 2 | 11 | 7  | +4   |  | Dynamo Kiev                | 0-1 |     | 3-1 | 3-0 |
| 3    | Rapid Vienne | 6   | 6 | 1 | 3 | 2 | 8  | 10 | -2   |  | Rapid Vienne               | 2-2 | 2-2 |     | 2-1 |
| 4    | FC Thoune    | 3   | 6 | 1 | 0 | 5 | 3  | 10 | -7   |  | FC Thoune                  | 0-1 | 0-2 | 1-0 |     |

| 1re journée                      | Dynamo Kiev | 0 - 1   | KRC Genk   | Stade olympique de Kiev, Kiev                       |                                                     |
| 19 septembre 2013 21 h 05 (CEST) |             | (0 - 0) | 62e Gorius | Spectateurs : 30 345 Arbitrage : Tasos Sidiropoulos | Spectateurs : 30 345 Arbitrage : Tasos Sidiropoulos |
| 19 septembre 2013 21 h 05 (CEST) | Rapport     |         |            | Spectateurs : 30 345 Arbitrage : Tasos Sidiropoulos | Spectateurs : 30 345 Arbitrage : Tasos Sidiropoulos |

|  | FC Thoune     | 1 - 0   | Rapid Vienne | Arena Thoune, Thoune                              |                                                   |
|  | Schneuwly 35e | (1 - 0) |              | Spectateurs : 7 022 Arbitrage : Anastassios Kakos | Spectateurs : 7 022 Arbitrage : Anastassios Kakos |
|  | Rapport       |         |              | Spectateurs : 7 022 Arbitrage : Anastassios Kakos | Spectateurs : 7 022 Arbitrage : Anastassios Kakos |

| 2e journée                    | Rapid Vienne                    | 2 - 2   | Dynamo Kiev                      | Stade Ernst-Happel, Vienne                 |                                            |
| 3 octobre 2013 19 h 00 (CEST) | Burgstaller 53e · Trimmel 90+4e | (0 - 2) | 30e Yarmolenko · 34e (csc) Dibon | Spectateurs : 34 800 Arbitrage : Mike Dean | Spectateurs : 34 800 Arbitrage : Mike Dean |
| 3 octobre 2013 19 h 00 (CEST) | Rapport                         |         |                                  | Spectateurs : 34 800 Arbitrage : Mike Dean | Spectateurs : 34 800 Arbitrage : Mike Dean |

|  | KRC Genk                | 2 - 1   | FC Thoune      | Cristal Arena, Genk                           |                                               |
|  | Gorius 55e · Vossen 63e | (0 - 0) | 90+3e Martínez | Spectateurs : 11 559 Arbitrage : Bobby Madden | Spectateurs : 11 559 Arbitrage : Bobby Madden |
|  | Rapport                 |         |                | Spectateurs : 11 559 Arbitrage : Bobby Madden | Spectateurs : 11 559 Arbitrage : Bobby Madden |

| 3e journée                     | Dynamo Kiev                                | 3 - 0   | FC Thoune | Stade olympique de Kiev, Kiev                  |                                                |
| 24 octobre 2013 19 h 00 (CEST) | Yarmolenko 35e · Mbokani 60e · Goussev 78e | (1 - 0) |           | Spectateurs : 26 042 Arbitrage : Halis Özkahya | Spectateurs : 26 042 Arbitrage : Halis Özkahya |
| 24 octobre 2013 19 h 00 (CEST) | Rapport                                    |         |           | Spectateurs : 26 042 Arbitrage : Halis Özkahya | Spectateurs : 26 042 Arbitrage : Halis Özkahya |

|  | KRC Genk   | 1 - 1   | Rapid Vienne | Cristal Arena, Genk                             |                                                 |
|  | Gorius 21e | (1 - 0) | 82e Sabitzer | Spectateurs : 14 142 Arbitrage : Antony Gautier | Spectateurs : 14 142 Arbitrage : Antony Gautier |
|  | Rapport    |         |              | Spectateurs : 14 142 Arbitrage : Antony Gautier | Spectateurs : 14 142 Arbitrage : Antony Gautier |

| 4e journée                     | FC Thoune | 0 - 2   | Dynamo Kiev                         | Arena Thoune, Thoune                           |                                                |
| 7 novembre 2013 21 h 05 (CEST) |           | (0 - 1) | 29e (csc) Schenkel · 69e Yarmolenko | Spectateurs : 6 523 Arbitrage : Clément Turpin | Spectateurs : 6 523 Arbitrage : Clément Turpin |
| 7 novembre 2013 21 h 05 (CEST) | Rapport   |         |                                     | Spectateurs : 6 523 Arbitrage : Clément Turpin | Spectateurs : 6 523 Arbitrage : Clément Turpin |

|  | Rapid Vienne   | 2 - 2   | KRC Genk                      | Stade Ernst-Happel, Vienne                     |                                                |
|  | Boyd 40e 45+2e | (2 - 1) | 28e (pen.) Mbodj · 60e Buffel | Spectateurs : 34 300 Arbitrage : Fırat Aydınus | Spectateurs : 34 300 Arbitrage : Fırat Aydınus |
|  | Rapport        |         |                               | Spectateurs : 34 300 Arbitrage : Fırat Aydınus | Spectateurs : 34 300 Arbitrage : Fırat Aydınus |

| 5e journée                      | Rapid Vienne            | 2 - 1   | FC Thoune | Stade Ernst-Happel, Vienne                 |                                            |
| 28 novembre 2013 19 h 00 (CEST) | Boyd 17e · Bošković 64e | (1 - 0) | 62e Sadik | Spectateurs : 34 300 Arbitrage : Paweł Gil | Spectateurs : 34 300 Arbitrage : Paweł Gil |
| 28 novembre 2013 19 h 00 (CEST) | Rapport                 |         |           | Spectateurs : 34 300 Arbitrage : Paweł Gil | Spectateurs : 34 300 Arbitrage : Paweł Gil |

|  | KRC Genk                                          | 3 - 1   | Dynamo Kiev   | Cristal Arena, Genk                           |                                               |
|  | Vossen 17e (pen.) · Kumordzi 37e · De Ceulaer 40e | (3 - 1) | 9e Yarmolenko | Spectateurs : 13 337 Arbitrage : Duarte Gomes | Spectateurs : 13 337 Arbitrage : Duarte Gomes |
|  | Rapport                                           |         |               | Spectateurs : 13 337 Arbitrage : Duarte Gomes | Spectateurs : 13 337 Arbitrage : Duarte Gomes |

| 6e journée                      | Dynamo Kiev                         | 3 - 1   | Rapid Vienne | Stade olympique de Kiev, Kiev                  |                                                |
| 12 décembre 2013 21 h 05 (CEST) | Lens 22e · Goussev 28e · Veloso 70e | (2 - 1) | 6e Boyd      | Spectateurs : 18 752 Arbitrage : Björn Kuipers | Spectateurs : 18 752 Arbitrage : Björn Kuipers |
| 12 décembre 2013 21 h 05 (CEST) | Rapport                             |         |              | Spectateurs : 18 752 Arbitrage : Björn Kuipers | Spectateurs : 18 752 Arbitrage : Björn Kuipers |

|  | FC Thoune | 0 - 1   | KRC Genk   | Arena Thoune, Thoune                            |                                                 |
|  |           | (0 - 1) | 31e Vossen | Spectateurs : 5 185 Arbitrage : Alexandru Tudor | Spectateurs : 5 185 Arbitrage : Alexandru Tudor |
|  | Rapport   |         |            | Spectateurs : 5 185 Arbitrage : Alexandru Tudor | Spectateurs : 5 185 Arbitrage : Alexandru Tudor |

## Groupe H
| Rang | Équipe         | Pts | J | G | N | P | Bp | Bc | Diff |  | Résultats (▼ dom., ► ext.) |     |     |     |     |
| ---- | -------------- | --- | - | - | - | - | -- | -- | ---- |  | -------------------------- | --- | --- | --- | --- |
| 1    | Séville FC     | 12  | 6 | 3 | 3 | 0 | 9  | 4  | +5   |  | Séville FC                 |     | 1-1 | 2-0 | 1-1 |
| 2    | Slovan Liberec | 9   | 6 | 2 | 3 | 1 | 9  | 8  | +1   |  | Slovan Liberec             | 1-1 |     | 1-2 | 2-1 |
| 3    | SC Fribourg    | 6   | 6 | 1 | 3 | 2 | 5  | 8  | -3   |  | SC Fribourg                | 0-2 | 2-2 |     | 1-1 |
| 4    | Estoril Praia  | 3   | 6 | 0 | 3 | 3 | 5  | 8  | -3   |  | Estoril Praia              | 1-2 | 1-2 | 0-0 |     |

| 1re journée                      | SC Fribourg                       | 2 - 2   | Slovan Liberec                 | Mage Solar Stadion, Fribourg                    |                                                 |
| 19 septembre 2013 21 h 05 (CEST) | Schuster 23e (pen.) · Mehmedi 35e | (2 - 0) | 67e Kalytvyntsev · 74e Rabušic | Spectateurs : 14 100 Arbitrage : Cristian Balaj | Spectateurs : 14 100 Arbitrage : Cristian Balaj |
| 19 septembre 2013 21 h 05 (CEST) | Rapport                           |         |                                | Spectateurs : 14 100 Arbitrage : Cristian Balaj | Spectateurs : 14 100 Arbitrage : Cristian Balaj |

|  | Estoril Praia | 1 - 2   | Séville FC               | Estádio António Coimbra da Mota, Estoril   |                                            |
|  | Miguel 61e    | (0 - 0) | 59e Machín · 77e Gameiro | Spectateurs : 4 154 Arbitrage : Alon Yefet | Spectateurs : 4 154 Arbitrage : Alon Yefet |
|  | Rapport       |         |                          | Spectateurs : 4 154 Arbitrage : Alon Yefet | Spectateurs : 4 154 Arbitrage : Alon Yefet |

| 2e journée                    | Séville FC                       | 2 - 0   | SC Fribourg | Stade Ramón-Sánchez-Pizjuán, Séville                  |                                                       |
| 3 octobre 2013 19 h 00 (CEST) | Perotti 63e (pen.) · Bacca 90+1e | (0 - 0) |             | Spectateurs : 17 041 Arbitrage : Vladislav Bezborodov | Spectateurs : 17 041 Arbitrage : Vladislav Bezborodov |
| 3 octobre 2013 19 h 00 (CEST) | Rapport                          |         |             | Spectateurs : 17 041 Arbitrage : Vladislav Bezborodov | Spectateurs : 17 041 Arbitrage : Vladislav Bezborodov |

|  | Slovan Liberec        | 2 - 1   | Estoril Praia | Stadion u Nisy, Liberec                     |                                             |
|  | Šural 15e · Kováč 62e | (1 - 1) | 45e Leal      | Spectateurs : 7 500 Arbitrage : Kenn Hansen | Spectateurs : 7 500 Arbitrage : Kenn Hansen |
|  | Rapport               |         |               | Spectateurs : 7 500 Arbitrage : Kenn Hansen | Spectateurs : 7 500 Arbitrage : Kenn Hansen |

| 3e journée                     | SC Fribourg | 1 - 1   | Estoril Praia | Mage Solar Stadion, Fribourg                       |                                                    |
| 24 octobre 2013 19 h 00 (CEST) | Darida 11e  | (1 - 0) | 53e Sebá      | Spectateurs : 14 500 Arbitrage : Stanislav Todorov | Spectateurs : 14 500 Arbitrage : Stanislav Todorov |
| 24 octobre 2013 19 h 00 (CEST) | Rapport     |         |               | Spectateurs : 14 500 Arbitrage : Stanislav Todorov | Spectateurs : 14 500 Arbitrage : Stanislav Todorov |

|  | Slovan Liberec | 1 - 1   | Séville FC | Stadion u Nisy, Liberec                   |                                           |
|  | Rabušic 20e    | (1 - 0) | 88e Machín | Spectateurs : 7 700 Arbitrage : Mike Dean | Spectateurs : 7 700 Arbitrage : Mike Dean |
|  | Rapport        |         |            | Spectateurs : 7 700 Arbitrage : Mike Dean | Spectateurs : 7 700 Arbitrage : Mike Dean |

| 4e journée                     | Estoril Praia | 0 - 0   | SC Fribourg | Estádio António Coimbra da Mota, Estoril      |                                               |
| 7 novembre 2013 21 h 05 (CEST) |               | (0 - 0) |             | Spectateurs : 2 014 Arbitrage : Marcin Borski | Spectateurs : 2 014 Arbitrage : Marcin Borski |
| 7 novembre 2013 21 h 05 (CEST) | Rapport       |         |             | Spectateurs : 2 014 Arbitrage : Marcin Borski | Spectateurs : 2 014 Arbitrage : Marcin Borski |

|  | Séville FC  | 1 - 1   | Slovan Liberec | Stade Ramón-Sánchez-Pizjuán, Séville              |                                                   |
|  | Perotti 29e | (1 - 0) | 71e Pavelka    | Spectateurs : 15 178 Arbitrage : Szymon Marciniak | Spectateurs : 15 178 Arbitrage : Szymon Marciniak |
|  | Rapport     |         |                | Spectateurs : 15 178 Arbitrage : Szymon Marciniak | Spectateurs : 15 178 Arbitrage : Szymon Marciniak |

| 5e journée                      | Séville FC | 1 - 1   | Estoril Praia | Stade Ramón-Sánchez-Pizjuán, Séville                     |                                                          |
| 28 novembre 2013 19 h 00 (CEST) | Gameiro 7e | (1 - 0) | 90e Fernandes | Spectateurs : 12 557 Arbitrage : Anastasios Sidiropoulos | Spectateurs : 12 557 Arbitrage : Anastasios Sidiropoulos |
| 28 novembre 2013 19 h 00 (CEST) | Rapport    |         |               | Spectateurs : 12 557 Arbitrage : Anastasios Sidiropoulos | Spectateurs : 12 557 Arbitrage : Anastasios Sidiropoulos |

|  | Slovan Liberec | 1 - 2   | SC Fribourg               | Stadion u Nisy, Liberec                        |                                                |
|  | Rybalka 81e    | (0 - 1) | 23e Ginter · 73e Coquelin | Spectateurs : 8 800 Arbitrage : Martin Hansson | Spectateurs : 8 800 Arbitrage : Martin Hansson |
|  | Rapport        |         |                           | Spectateurs : 8 800 Arbitrage : Martin Hansson | Spectateurs : 8 800 Arbitrage : Martin Hansson |

| 6e journée                      | SC Fribourg | 0 - 2   | Séville FC                 | Mage Solar Stadion, Fribourg                  |                                               |
| 12 décembre 2013 21 h 05 (CEST) |             | (0 - 1) | 40e Iborra · 90+4e Rusescu | Spectateurs : 15 700 Arbitrage : Tony Chapron | Spectateurs : 15 700 Arbitrage : Tony Chapron |
| 12 décembre 2013 21 h 05 (CEST) | Rapport     |         |                            | Spectateurs : 15 700 Arbitrage : Tony Chapron | Spectateurs : 15 700 Arbitrage : Tony Chapron |

|  | Estoril Praia | 1 - 2   | Slovan Liberec          | Estádio António Coimbra da Mota, Estoril      |                                               |
|  | Sebá 82e      | (0 - 1) | 18e Šural · 70e Rabušic | Spectateurs : 1 274 Arbitrage : Halis Özkahya | Spectateurs : 1 274 Arbitrage : Halis Özkahya |
|  | Rapport       |         |                         | Spectateurs : 1 274 Arbitrage : Halis Özkahya | Spectateurs : 1 274 Arbitrage : Halis Özkahya |

## Groupe I
| Rang | Équipe             | Pts | J | G | N | P | Bp | Bc | Diff |  | Résultats (▼ dom., ► ext.) |     |     |     |     |
| ---- | ------------------ | --- | - | - | - | - | -- | -- | ---- |  | -------------------------- | --- | --- | --- | --- |
| 1    | Olympique lyonnais | 12  | 6 | 3 | 3 | 0 | 6  | 3  | +3   |  | Olympique lyonnais         |     | 1-0 | 1-1 | 1-0 |
| 2    | Betis Séville      | 9   | 6 | 2 | 3 | 1 | 3  | 2  | +1   |  | Betis Séville              | 0-0 |     | 1-0 | 0-0 |
| 3    | Vitória Guimarães  | 5   | 6 | 1 | 2 | 3 | 6  | 5  | +1   |  | Vitória Guimarães          | 1-2 | 0-1 |     | 4-0 |
| 4    | HNK Rijeka         | 4   | 6 | 0 | 4 | 2 | 2  | 7  | -5   |  | HNK Rijeka                 | 1-1 | 1-1 | 0-0 |     |

| 1re journée                      | Betis Séville | 0 - 0   | Olympique lyonnais | Stade Benito-Villamarín, Séville                    |                                                     |
| 19 septembre 2013 21 h 05 (CEST) |               | (0 - 0) |                    | Spectateurs : 22 404 Arbitrage : Stefan Johannesson | Spectateurs : 22 404 Arbitrage : Stefan Johannesson |
| 19 septembre 2013 21 h 05 (CEST) | Rapport       |         |                    | Spectateurs : 22 404 Arbitrage : Stefan Johannesson | Spectateurs : 22 404 Arbitrage : Stefan Johannesson |

|  | Vitória Guimarães                                   | 4 - 0   | HNK Rijeka | Estádio D. Afonso Henriques, Guimarães           |                                                  |
|  | Ba 36e · Plange 48e · Maazou 68e (pen.) · André 81e | (1 - 0) |            | Spectateurs : 9 794 Arbitrage : Aleksei Kulbakov | Spectateurs : 9 794 Arbitrage : Aleksei Kulbakov |
|  | Rapport                                             |         |            | Spectateurs : 9 794 Arbitrage : Aleksei Kulbakov | Spectateurs : 9 794 Arbitrage : Aleksei Kulbakov |

| 2e journée                    | HNK Rijeka | 1 - 1   | Betis Séville | Stade Kantrida, Rijeka                       |                                              |
| 3 octobre 2013 19 h 00 (CEST) | Benko 10e  | (1 - 1) | 14e Cedric    | Spectateurs : 7 313 Arbitrage : Serhiy Boiko | Spectateurs : 7 313 Arbitrage : Serhiy Boiko |
| 3 octobre 2013 19 h 00 (CEST) | Rapport    |         |               | Spectateurs : 7 313 Arbitrage : Serhiy Boiko | Spectateurs : 7 313 Arbitrage : Serhiy Boiko |

|  | Olympique lyonnais | 1 - 1   | Vitória Guimarães | Stade de Gerland, Lyon                         |                                                |
|  | Gonalons 53e       | (0 - 1) | 39e Maazou        | Spectateurs : 30 061 Arbitrage : Florian Meyer | Spectateurs : 30 061 Arbitrage : Florian Meyer |
|  | Rapport            |         |                   | Spectateurs : 30 061 Arbitrage : Florian Meyer | Spectateurs : 30 061 Arbitrage : Florian Meyer |

| 3e journée                     | Olympique lyonnais | 1 - 0   | HNK Rijeka | Stade de Gerland, Lyon                             |                                                    |
| 24 octobre 2013 19 h 00 (CEST) | Grenier 67e        | (0 - 0) |            | Spectateurs : 30 461 Arbitrage : Artur Soares Dias | Spectateurs : 30 461 Arbitrage : Artur Soares Dias |
| 24 octobre 2013 19 h 00 (CEST) | Rapport            |         |            | Spectateurs : 30 461 Arbitrage : Artur Soares Dias | Spectateurs : 30 461 Arbitrage : Artur Soares Dias |

|  | Betis Séville | 1 - 0   | Vitória Guimarães | Stade Benito-Villamarín, Séville                      |                                                       |
|  | Vadillo 50e   | (0 - 0) |                   | Spectateurs : 17 100 Arbitrage : Michális Koukoulákis | Spectateurs : 17 100 Arbitrage : Michális Koukoulákis |
|  | Rapport       |         |                   | Spectateurs : 17 100 Arbitrage : Michális Koukoulákis | Spectateurs : 17 100 Arbitrage : Michális Koukoulákis |

| 4e journée                     | HNK Rijeka   | 1 - 1   | Olympique lyonnais | Stade Kantrida, Rijeka                     |                                            |
| 7 novembre 2013 21 h 05 (CEST) | Kramarić 21e | (1 - 1) | 14e Pléa           | Spectateurs : 7 300 Arbitrage : Alon Yefet | Spectateurs : 7 300 Arbitrage : Alon Yefet |
| 7 novembre 2013 21 h 05 (CEST) | Rapport      |         |                    | Spectateurs : 7 300 Arbitrage : Alon Yefet | Spectateurs : 7 300 Arbitrage : Alon Yefet |

|  | Vitória Guimarães | 0 - 1   | Betis Séville | Estádio D. Afonso Henriques, Guimarães           |                                                  |
|  |                   | (0 - 0) | 90+4e Chuli   | Spectateurs : 22 602 Arbitrage : Paolo Mazzoleni | Spectateurs : 22 602 Arbitrage : Paolo Mazzoleni |
|  | Rapport           |         |               | Spectateurs : 22 602 Arbitrage : Paolo Mazzoleni | Spectateurs : 22 602 Arbitrage : Paolo Mazzoleni |

| 5e journée                      | HNK Rijeka | 0 - 0   | Vitória Guimarães | Stade Kantrida, Rijeka                             |                                                    |
| 28 novembre 2013 19 h 00 (CEST) |            | (0 - 0) |                   | Spectateurs : 7 138 Arbitrage : Kristinn Jakobsson | Spectateurs : 7 138 Arbitrage : Kristinn Jakobsson |
| 28 novembre 2013 19 h 00 (CEST) | Rapport    |         |                   | Spectateurs : 7 138 Arbitrage : Kristinn Jakobsson | Spectateurs : 7 138 Arbitrage : Kristinn Jakobsson |

|  | Olympique lyonnais | 1 - 0   | Betis Séville | Stade de Gerland, Lyon                          |                                                 |
|  | Gomis 66e          | (0 - 0) |               | Spectateurs : 24 112 Arbitrage : Andre Marriner | Spectateurs : 24 112 Arbitrage : Andre Marriner |
|  | Rapport            |         |               | Spectateurs : 24 112 Arbitrage : Andre Marriner | Spectateurs : 24 112 Arbitrage : Andre Marriner |

| 6e journée                      | Betis Séville | 0 - 0   | HNK Rijeka | Stade Benito-Villamarín, Séville                |                                                 |
| 12 décembre 2013 21 h 05 (CEST) |               | (0 - 0) |            | Spectateurs : 14 556 Arbitrage : Danny Makkelie | Spectateurs : 14 556 Arbitrage : Danny Makkelie |
| 12 décembre 2013 21 h 05 (CEST) | Rapport       |         |            | Spectateurs : 14 556 Arbitrage : Danny Makkelie | Spectateurs : 14 556 Arbitrage : Danny Makkelie |

|  | Vitória Guimarães | 1 - 2   | Olympique lyonnais           | Estádio D. Afonso Henriques, Guimarães    |                                           |
|  | Tómané 11e        | (1 - 0) | 62e (pen.) Gomis · 65e Ferri | Spectateurs : 5 845 Arbitrage : Matej Jug | Spectateurs : 5 845 Arbitrage : Matej Jug |
|  | Rapport           |         |                              | Spectateurs : 5 845 Arbitrage : Matej Jug | Spectateurs : 5 845 Arbitrage : Matej Jug |

## Groupe J
| Rang | Équipe           | Pts | J | G | N | P | Bp | Bc | Diff |  | Résultats (▼ dom., ► ext.) |     |     |     |     |
| ---- | ---------------- | --- | - | - | - | - | -- | -- | ---- |  | -------------------------- | --- | --- | --- | --- |
| 1    | Trabzonspor      | 14  | 6 | 4 | 2 | 0 | 13 | 6  | +7   |  | Trabzonspor                |     | 3-3 | 4-2 | 2-0 |
| 2    | Lazio Rome       | 12  | 6 | 3 | 3 | 0 | 8  | 4  | +4   |  | Lazio Rome                 | 0-0 |     | 2-1 | 1-0 |
| 3    | Apollon Limassol | 4   | 6 | 1 | 1 | 4 | 5  | 10 | -5   |  | Apollon Limassol           | 1-2 | 0-0 |     | 0-2 |
| 4    | Legia Varsovie   | 3   | 6 | 1 | 0 | 5 | 2  | 8  | -6   |  | Legia Varsovie             | 0-2 | 0-2 | 0-1 |     |

| 1re journée                      | Apollon Limassol  | 1 - 2   | Trabzonspor               | Stade GSP, Nicosie                                   |                                                      |
| 19 septembre 2013 21 h 05 (CEST) | Sangoy 18e (pen.) | (1 - 1) | 19e Malouda · 86e Erdoğan | Spectateurs : 10 204 Arbitrage : Antonio Mateu Lahoz | Spectateurs : 10 204 Arbitrage : Antonio Mateu Lahoz |
| 19 septembre 2013 21 h 05 (CEST) | Rapport           |         |                           | Spectateurs : 10 204 Arbitrage : Antonio Mateu Lahoz | Spectateurs : 10 204 Arbitrage : Antonio Mateu Lahoz |

|  | Lazio Rome   | 1 - 0   | Legia Varsovie | Stade olympique de Rome, Rome                       |                                                     |
|  | Hernanes 53e | (0 - 0) |                | Spectateurs : 11 769 Arbitrage : Kristinn Jakobsson | Spectateurs : 11 769 Arbitrage : Kristinn Jakobsson |
|  | Rapport      |         |                | Spectateurs : 11 769 Arbitrage : Kristinn Jakobsson | Spectateurs : 11 769 Arbitrage : Kristinn Jakobsson |

| 2e journée                    | Legia Varsovie | 0 - 1   | Apollon Limassol | Pepsi Arena, Varsovie                           |                                                 |
| 3 octobre 2013 19 h 00 (CEST) |                | (0 - 0) | 56e Sangoy       | Spectateurs : 100 1 Arbitrage : Martin Atkinson | Spectateurs : 100 1 Arbitrage : Martin Atkinson |
| 3 octobre 2013 19 h 00 (CEST) | Rapport        |         |                  | Spectateurs : 100 1 Arbitrage : Martin Atkinson | Spectateurs : 100 1 Arbitrage : Martin Atkinson |

|  | Trabzonspor                                         | 3 - 3   | Lazio Rome                   | Hüseyin Avni Aker, Trabzon                      |                                                 |
|  | Erdogan 12e · Mierzejewski 22e · Paulo Henrique 35e | (3 - 1) | 29e Onazi · 84e 85e Floccari | Spectateurs : 13 002 Arbitrage : Martin Hansson | Spectateurs : 13 002 Arbitrage : Martin Hansson |
|  | Rapport                                             |         |                              | Spectateurs : 13 002 Arbitrage : Martin Hansson | Spectateurs : 13 002 Arbitrage : Martin Hansson |

| 3e journée                     | Apollon Limassol | 0 - 0   | Lazio Rome | Stade GSP, Nicosie                              |                                                 |
| 24 octobre 2013 19 h 00 (CEST) |                  | (0 - 0) |            | Spectateurs : 8 943 Arbitrage : Manuel de Sousa | Spectateurs : 8 943 Arbitrage : Manuel de Sousa |
| 24 octobre 2013 19 h 00 (CEST) | Rapport          |         |            | Spectateurs : 8 943 Arbitrage : Manuel de Sousa | Spectateurs : 8 943 Arbitrage : Manuel de Sousa |

|  | Trabzonspor         | 2 - 0   | Legia Varsovie | Hüseyin Avni Aker, Trabzon                            |                                                       |
|  | Janko 7e · Adın 83e | (1 - 0) |                | Spectateurs : 12 871 Arbitrage : Vladislav Bezborodov | Spectateurs : 12 871 Arbitrage : Vladislav Bezborodov |
|  | Rapport             |         |                | Spectateurs : 12 871 Arbitrage : Vladislav Bezborodov | Spectateurs : 12 871 Arbitrage : Vladislav Bezborodov |

| 4e journée                     | Lazio Rome       | 2 - 1   | Apollon Limassol | Stade olympique de Rome, Rome                |                                              |
| 24 octobre 2013 21 h 05 (CEST) | Floccari 14e 37e | (2 - 1) | 39e Papoulis     | Spectateurs : 6 498 Arbitrage : Bobby Madden | Spectateurs : 6 498 Arbitrage : Bobby Madden |
| 24 octobre 2013 21 h 05 (CEST) | Rapport          |         |                  | Spectateurs : 6 498 Arbitrage : Bobby Madden | Spectateurs : 6 498 Arbitrage : Bobby Madden |

|  | Legia Varsovie | 0 - 2   | Trabzonspor                 | Pepsi Arena, Varsovie                         |                                               |
|  |                | (0 - 0) | 71e (csc) Júnior · 79e Adın | Spectateurs : 14 088 Arbitrage : Ruddy Buquet | Spectateurs : 14 088 Arbitrage : Ruddy Buquet |
|  | Rapport        |         |                             | Spectateurs : 14 088 Arbitrage : Ruddy Buquet | Spectateurs : 14 088 Arbitrage : Ruddy Buquet |

| 5e journée                      | Legia Varsovie | 0 - 2   | Lazio Rome                      | Pepsi Arena, Varsovie                       |                                             |
| 28 novembre 2013 19 h 00 (CEST) |                | (0 - 1) | 24e Perea · 57e Felipe Anderson | Spectateurs : 12 000 Arbitrage : Kevin Blom | Spectateurs : 12 000 Arbitrage : Kevin Blom |
| 28 novembre 2013 19 h 00 (CEST) | Rapport        |         |                                 | Spectateurs : 12 000 Arbitrage : Kevin Blom | Spectateurs : 12 000 Arbitrage : Kevin Blom |

|  | Trabzonspor                    | 4 - 2   | Apollon Limassol                | Hüseyin Avni Aker, Trabzon                    |                                               |
|  | Adın 23e 61e 83e · Aydoğdu 25e | (2 - 0) | 68e Abraham · 80e (pen.) Sangoy | Spectateurs : 11 151 Arbitrage : Manuel Gräfe | Spectateurs : 11 151 Arbitrage : Manuel Gräfe |
|  | Rapport                        |         |                                 | Spectateurs : 11 151 Arbitrage : Manuel Gräfe | Spectateurs : 11 151 Arbitrage : Manuel Gräfe |

| 6e journée                      | Apollon Limassol | 0 - 2   | Legia Varsovie             | Stade GSP, Nicosie                                   |                                                      |
| 12 décembre 2013 21 h 05 (CEST) |                  | (0 - 1) | 8e Jodłowiec · 63e Brzyski | Spectateurs : 1 681 Arbitrage : Robert Schörgenhofer | Spectateurs : 1 681 Arbitrage : Robert Schörgenhofer |
| 12 décembre 2013 21 h 05 (CEST) | Rapport          |         |                            | Spectateurs : 1 681 Arbitrage : Robert Schörgenhofer | Spectateurs : 1 681 Arbitrage : Robert Schörgenhofer |

|  | Lazio Rome | 0 - 0   | Trabzonspor | Stade olympique de Rome, Rome                  |                                                |
|  |            | (0 - 0) |             | Spectateurs : 7 732 Arbitrage : Clément Turpin | Spectateurs : 7 732 Arbitrage : Clément Turpin |
|  | Rapport    |         |             | Spectateurs : 7 732 Arbitrage : Clément Turpin | Spectateurs : 7 732 Arbitrage : Clément Turpin |

## Groupe K
| Rang | Équipe            | Pts | J | G | N | P | Bp | Bc | Diff |  | Résultats (▼ dom., ► ext.) |     |     |     |     |
| ---- | ----------------- | --- | - | - | - | - | -- | -- | ---- |  | -------------------------- | --- | --- | --- | --- |
| 1    | Tottenham Hotspur | 18  | 6 | 6 | 0 | 0 | 15 | 2  | +13  |  | Tottenham Hotspur          |     | 4-1 | 2-1 | 3-0 |
| 2    | Anji Makhatchkala | 8   | 6 | 2 | 2 | 2 | 4  | 7  | -3   |  | Anji Makhatchkala          | 0-2 |     | 1-1 | 1-0 |
| 3    | Sheriff Tiraspol  | 6   | 6 | 1 | 3 | 2 | 5  | 6  | -1   |  | Sheriff Tiraspol           | 0-2 | 0-0 |     | 2-0 |
| 4    | Tromsø IL         | 1   | 6 | 0 | 1 | 5 | 1  | 10 | -9   |  | Tromsø IL                  | 0-2 | 0-1 | 1-1 |     |

| 1re journée                      | Sheriff Tiraspol | 0 - 0   | Anji Makhatchkala | Bolshaya Sportivnaya Arena, Tiraspol       |                                            |
| 19 septembre 2013 21 h 05 (CEST) |                  | (0 - 0) |                   | Spectateurs : 8 882 Arbitrage : Alan Kelly | Spectateurs : 8 882 Arbitrage : Alan Kelly |
| 19 septembre 2013 21 h 05 (CEST) | Rapport          |         |                   | Spectateurs : 8 882 Arbitrage : Alan Kelly | Spectateurs : 8 882 Arbitrage : Alan Kelly |

|  | Tottenham Hotspur           | 3 - 0   | Tromsø IL | White Hart Lane, Londres                       |                                                |
|  | Defoe 21e 29e · Eriksen 86e | (2 - 0) |           | Spectateurs : 26 581 Arbitrage : Libor Kovařik | Spectateurs : 26 581 Arbitrage : Libor Kovařik |
|  | Rapport                     |         |           | Spectateurs : 26 581 Arbitrage : Libor Kovařik | Spectateurs : 26 581 Arbitrage : Libor Kovařik |

| 2e journée                    | Anji Makhatchkala | 0 - 2   | Tottenham Hotspur      | Saturn Stadium, Ramenskoïe                      |                                                 |
| 3 octobre 2013 18 h 00 (CEST) |                   | (0 - 2) | 34e Defoe · 39e Chadli | Spectateurs : 5 662 Arbitrage : Bülent Yıldırım | Spectateurs : 5 662 Arbitrage : Bülent Yıldırım |
| 3 octobre 2013 18 h 00 (CEST) | Rapport           |         |                        | Spectateurs : 5 662 Arbitrage : Bülent Yıldırım | Spectateurs : 5 662 Arbitrage : Bülent Yıldırım |

|                | Tromsø IL    | 1 - 1   | Sheriff Tiraspol | Alfheim Stadion, Tromsø                         |                                                 |
| 19 h 00 (CEST) | Ondrášek 65e | (0 - 0) | 87e Ricardinho   | Spectateurs : 3 710 Arbitrage : Simon Lee Evans | Spectateurs : 3 710 Arbitrage : Simon Lee Evans |
| 19 h 00 (CEST) | Rapport      |         |                  | Spectateurs : 3 710 Arbitrage : Simon Lee Evans | Spectateurs : 3 710 Arbitrage : Simon Lee Evans |

| 3e journée                     | Anji Makhatchkala | 1 - 0   | Tromsø IL | Saturn Stadium, Ramenskoïe                        |                                                   |
| 24 octobre 2013 18 h 00 (CEST) | Burmistrov 19e    | (1 - 0) |           | Spectateurs : 2 797 Arbitrage : Gediminas Mažeika | Spectateurs : 2 797 Arbitrage : Gediminas Mažeika |
| 24 octobre 2013 18 h 00 (CEST) | Rapport           |         |           | Spectateurs : 2 797 Arbitrage : Gediminas Mažeika | Spectateurs : 2 797 Arbitrage : Gediminas Mažeika |

|                | Sheriff Tiraspol | 0 - 2   | Tottenham Hotspur          | Bolshaya Sportivnaya Arena, Tiraspol         |                                              |
| 19 h 00 (CEST) |                  | (0 - 1) | 12e Vertonghen · 75e Defoe | Spectateurs : 11 725 Arbitrage : Liran Liany | Spectateurs : 11 725 Arbitrage : Liran Liany |
| 19 h 00 (CEST) | Rapport          |         |                            | Spectateurs : 11 725 Arbitrage : Liran Liany | Spectateurs : 11 725 Arbitrage : Liran Liany |

| 4e journée                     | Tromsø IL | 0 - 1   | Anji Makhatchkala | Alfheim Stadion, Tromsø                        |                                                |
| 7 novembre 2013 21 h 05 (CEST) |           | (0 - 0) | 90+4e Mkrtchyan   | Spectateurs : 3 673 Arbitrage : Danny Makkelie | Spectateurs : 3 673 Arbitrage : Danny Makkelie |
| 7 novembre 2013 21 h 05 (CEST) | Rapport   |         |                   | Spectateurs : 3 673 Arbitrage : Danny Makkelie | Spectateurs : 3 673 Arbitrage : Danny Makkelie |

|  | Tottenham Hotspur             | 2 - 1   | Sheriff Tiraspol | White Hart Lane, Londres                     |                                              |
|  | Lamela 60e · Defoe 67e (pen.) | (0 - 0) | 72e Isa          | Spectateurs : 32 225 Arbitrage : Kenn Hansen | Spectateurs : 32 225 Arbitrage : Kenn Hansen |
|  | Rapport                       |         |                  | Spectateurs : 32 225 Arbitrage : Kenn Hansen | Spectateurs : 32 225 Arbitrage : Kenn Hansen |

| 5e journée                      | Anji Makhatchkala | 1 - 1   | Sheriff Tiraspol | Saturn Stadium, Ramenskoïe                    |                                               |
| 28 novembre 2013 18 h 00 (CEST) | Epureanu 58e      | (0 - 0) | 53e Isa          | Spectateurs : 2 760 Arbitrage : Libor Kovařík | Spectateurs : 2 760 Arbitrage : Libor Kovařík |
| 28 novembre 2013 18 h 00 (CEST) | Rapport           |         |                  | Spectateurs : 2 760 Arbitrage : Libor Kovařík | Spectateurs : 2 760 Arbitrage : Libor Kovařík |

|                | Tromsø IL | 0 - 2   | Tottenham Hotspur                | Alfheim Stadion, Tromsø                           |                                                   |
| 19 h 00 (CEST) |           | (0 - 0) | 63e (csc) Čaušević · 76e Dembélé | Spectateurs : 5 868 Arbitrage : Yevhen Aranovskiy | Spectateurs : 5 868 Arbitrage : Yevhen Aranovskiy |
| 19 h 00 (CEST) | Rapport   |         |                                  | Spectateurs : 5 868 Arbitrage : Yevhen Aranovskiy | Spectateurs : 5 868 Arbitrage : Yevhen Aranovskiy |

| 6e journée                      | Sheriff Tiraspol  | 2 - 0   | Tromsø IL | Bolshaya Sportivnaya Arena, Tiraspol                 |                                                      |
| 12 décembre 2013 21 h 05 (CEST) | Cadú 4e · Isa 36e | (2 - 0) |           | Spectateurs : 1 211 Arbitrage : Sébastien Delferiere | Spectateurs : 1 211 Arbitrage : Sébastien Delferiere |
| 12 décembre 2013 21 h 05 (CEST) | Rapport           |         |           | Spectateurs : 1 211 Arbitrage : Sébastien Delferiere | Spectateurs : 1 211 Arbitrage : Sébastien Delferiere |

|  | Tottenham Hotspur                      | 4 - 1   | Anji Makhatchkala | White Hart Lane, Londres                            |                                                     |
|  | Soldado 7e 16e 70e (pen.) · Holtby 54e | (2 - 1) | 44e Ewerton       | Spectateurs : 23 101 Arbitrage : Stefan Johannesson | Spectateurs : 23 101 Arbitrage : Stefan Johannesson |
|  | Rapport                                |         |                   | Spectateurs : 23 101 Arbitrage : Stefan Johannesson | Spectateurs : 23 101 Arbitrage : Stefan Johannesson |

## Groupe L
| Rang | Équipe              | Pts | J | G | N | P | Bp | Bc | Diff |  | Résultats (▼ dom., ► ext.) |     |     |     |     |
| ---- | ------------------- | --- | - | - | - | - | -- | -- | ---- |  | -------------------------- | --- | --- | --- | --- |
| 1    | AZ Alkmaar          | 12  | 6 | 3 | 3 | 0 | 8  | 4  | +4   |  | AZ Alkmaar                 |     | 1-1 | 2-0 | 1-0 |
| 2    | PAOK Salonique      | 12  | 6 | 3 | 3 | 0 | 10 | 6  | +4   |  | PAOK Salonique             | 2-2 |     | 3-2 | 2-1 |
| 3    | Maccabi Haïfa       | 5   | 6 | 1 | 2 | 3 | 6  | 9  | -3   |  | Maccabi Haïfa              | 0-1 | 0-0 |     | 2-1 |
| 4    | Shakhtyor Karagandy | 2   | 5 | 0 | 2 | 4 | 5  | 10 | -5   |  | Shakhtyor Karagandy        | 1-1 | 0-2 | 2-2 |     |

| 1re journée                      | PAOK Salonique                 | 2 - 1   | Shakhtyor Karagandy | Stade de Toúmba, Thessalonique                |                                               |
| 19 septembre 2013 21 h 05 (CEST) | Athanasiádis 75e · Vukić 90+2e | (0 - 0) | 50e (pen.) Cañas    | Spectateurs : 255 1 Arbitrage : Fredy Fautrel | Spectateurs : 255 1 Arbitrage : Fredy Fautrel |
| 19 septembre 2013 21 h 05 (CEST) | Rapport                        |         |                     | Spectateurs : 255 1 Arbitrage : Fredy Fautrel | Spectateurs : 255 1 Arbitrage : Fredy Fautrel |

|  | Maccabi Haïfa | 0 - 1   | AZ Alkmaar      | Stade Kiriat Eliezer, Haïfa                           |                                                       |
|  |               | (0 - 0) | 70e Guðmundsson | Spectateurs : 10 000 Arbitrage : Robert Schörgenhofer | Spectateurs : 10 000 Arbitrage : Robert Schörgenhofer |
|  | Rapport       |         |                 | Spectateurs : 10 000 Arbitrage : Robert Schörgenhofer | Spectateurs : 10 000 Arbitrage : Robert Schörgenhofer |

| 2e journée                    | Shakhtyor Karagandy           | 2 - 2   | Maccabi Haïfa           | Astana Arena, Astana                        |                                             |
| 3 octobre 2013 18 h 00 (CEST) | Finonchenko 40e · Tarasov 45e | (2 - 0) | 54e Ezra · 79e Turgeman | Spectateurs : 19 100 Arbitrage : István Vad | Spectateurs : 19 100 Arbitrage : István Vad |
| 3 octobre 2013 18 h 00 (CEST) | Rapport                       |         |                         | Spectateurs : 19 100 Arbitrage : István Vad | Spectateurs : 19 100 Arbitrage : István Vad |

|                | AZ Alkmaar     | 1 - 1   | PAOK Salonique    | AFAS Stadion, Alkmaar                       |                                             |
| 19 h 00 (CEST) | Gouweleeuw 82e | (0 - 0) | 90+3e Salpingídis | Spectateurs : 10 761 Arbitrage : Luca Banti | Spectateurs : 10 761 Arbitrage : Luca Banti |
| 19 h 00 (CEST) | Rapport        |         |                   | Spectateurs : 10 761 Arbitrage : Luca Banti | Spectateurs : 10 761 Arbitrage : Luca Banti |

| 3e journée                     | Shakhtyor Karagandy | 1 - 1   | AZ Alkmaar      | Astana Arena, Astana                               |                                                    |
| 24 octobre 2013 18 h 00 (CEST) | Finonchenko 11e     | (1 - 1) | 26e Guðmundsson | Spectateurs : 10 500 Arbitrage : Yevhen Aranovskiy | Spectateurs : 10 500 Arbitrage : Yevhen Aranovskiy |
| 24 octobre 2013 18 h 00 (CEST) | Rapport             |         |                 | Spectateurs : 10 500 Arbitrage : Yevhen Aranovskiy | Spectateurs : 10 500 Arbitrage : Yevhen Aranovskiy |

|                | PAOK Salonique                          | 3 - 2   | Maccabi Haïfa           | Stade de Toúmba, Thessalonique                     |                                                    |
| 19 h 00 (CEST) | Vítor 35e · Nínis 39e · Salpingídis 67e | (2 - 2) | 13e Ndlovu · 21e Golasa | Spectateurs : 14 211 Arbitrage : Fernando Teixeira | Spectateurs : 14 211 Arbitrage : Fernando Teixeira |
| 19 h 00 (CEST) | Rapport                                 |         |                         | Spectateurs : 14 211 Arbitrage : Fernando Teixeira | Spectateurs : 14 211 Arbitrage : Fernando Teixeira |

| 4e journée                     | AZ Alkmaar | 1 - 0   | Shakhtyor Karagandy | AFAS Stadion, Alkmaar                          |                                                |
| 7 novembre 2013 21 h 05 (CEST) | Ortiz 55e  | (0 - 0) |                     | Spectateurs : 9 778 Arbitrage : Martin Hansson | Spectateurs : 9 778 Arbitrage : Martin Hansson |
| 7 novembre 2013 21 h 05 (CEST) | Rapport    |         |                     | Spectateurs : 9 778 Arbitrage : Martin Hansson | Spectateurs : 9 778 Arbitrage : Martin Hansson |

|  | Maccabi Haïfa | 0 - 0   | PAOK Salonique | Stade Kiriat Eliezer, Haïfa                   |                                               |
|  |               | (0 - 0) |                | Spectateurs : 10 000 Arbitrage : Felix Zwayer | Spectateurs : 10 000 Arbitrage : Felix Zwayer |
|  | Rapport       |         |                | Spectateurs : 10 000 Arbitrage : Felix Zwayer | Spectateurs : 10 000 Arbitrage : Felix Zwayer |

| 5e journée                      | Shakhtyor Karagandy | 0 - 2   | PAOK Salonique                  | Astana Arena, Astana                           |                                                |
| 28 novembre 2013 16 h 00 (CEST) |                     | (0 - 0) | 54e (csc) Ðidić · 90+2e Kitsiou | Spectateurs : 7 556 Arbitrage : Serge Gumienny | Spectateurs : 7 556 Arbitrage : Serge Gumienny |
| 28 novembre 2013 16 h 00 (CEST) | Rapport             |         |                                 | Spectateurs : 7 556 Arbitrage : Serge Gumienny | Spectateurs : 7 556 Arbitrage : Serge Gumienny |

|                | AZ Alkmaar                     | 2 - 0   | Maccabi Haïfa | AFAS Stadion, Alkmaar                             |                                                   |
| 19 h 00 (CEST) | Gudelj 37e · Guðmundsson 90+5e | (1 - 0) |               | Spectateurs : 11 211 Arbitrage : Aleksei Kulbakov | Spectateurs : 11 211 Arbitrage : Aleksei Kulbakov |
| 19 h 00 (CEST) | Rapport                        |         |               | Spectateurs : 11 211 Arbitrage : Aleksei Kulbakov | Spectateurs : 11 211 Arbitrage : Aleksei Kulbakov |

| 6e journée                      | PAOK Salonique                    | 2 - 2   | AZ Alkmaar                        | Stade de Toúmba, Thessalonique                  |                                                 |
| 12 décembre 2013 21 h 05 (CEST) | Lucas 37e (pen.) · Pozoglou 90+4e | (1 - 1) | 31e Lam · 71e (pen.) Donny Gorter | Spectateurs : 11 211 Arbitrage : Michael Oliver | Spectateurs : 11 211 Arbitrage : Michael Oliver |
| 12 décembre 2013 21 h 05 (CEST) | Rapport                           |         |                                   | Spectateurs : 11 211 Arbitrage : Michael Oliver | Spectateurs : 11 211 Arbitrage : Michael Oliver |

|  | Maccabi Haïfa               | 2 - 1   | Shakhtyor Karagandy | Stade Kiriat Eliezer, Haïfa                       |                                                   |
|  | Gozlan 72e · Abuhatzira 80e | (0 - 1) | 44e (pen.) Cañas    | Spectateurs : 2 100 Arbitrage : Gediminas Mažeika | Spectateurs : 2 100 Arbitrage : Gediminas Mažeika |
|  | Rapport                     |         |                     | Spectateurs : 2 100 Arbitrage : Gediminas Mažeika | Spectateurs : 2 100 Arbitrage : Gediminas Mažeika |